# Grégoire Le Roy
Grégoire Le Roy, nato Gregorius Albertus Ferdinandus Leroy (Gand, 7 novembre 1862 – Ixelles, 5 dicembre 1941), è stato uno scrittore e pittore belga.
Studiò insieme a Charles Van Lerberghe e Maurice Maeterlinck, ai quali fu sempre legato da una profonda amicizia. Le sue liriche, spesso malinconiche e talvolta addirittura struggenti, dapprima palesemente influenzate dal Simbolismo (Mon cœur pleure d'autrefois, La chanson du pauvre, Le rouet et la besace) acquisirono con la maturità toni sempre più intimisti (Les chemins dans l'ombre, La nuit sans étoiles).